# 赵云柱
赵云柱（1968年7月—），云南砚山人，彝族，中华人民共和国政治人物、第十二届全国人民代表大会云南地区代表。
毕业于中国农业大学网络教育学院函授农村区域与发展专业。2013年，担任全国人大代表。2018年2月24日，当选为第十三届全国人大代表。